# Corteo (España)
Corteo (en gallego y oficialmente, Corteo de Abaixo) es una aldea española situada en la parroquia de Monteagudo, del municipio de Arteijo, en la provincia de La Coruña, Galicia.

## Demografía
| Gráfica de evolución demográfica de Corteo entre 2000 y 2018 |
|                                                              |
| Datos según el nomenclátor publicado por el INE.             |